# Elissa Bemporad
Elissa Bemporad (...) è una storica italiana.

## Biografia
Dopo la laurea all'Università di Bologna, ha ottenuto il Dottorato all'Università di Stanford ed è docente di Storia Ebraica e di Storia della Shoah alla City University of New York.
La sua fondamentale monografia "Eredità si sangue" ha affrontato in modo originale e dettagliato l'"accusa del sangue" tradizionalmente rivolto agli ebrei e il particolare contesto della vita della comunità ebraica nell'Unione Sovietica.

### Premi e riconoscimenti
- National Jewish Book Award (2013, 2019)
- Ernst Fraenkel Book Prize (2013)

## Opere

### Monografie
- Elissa Bemporad, Eredità di sangue. Ebrei, pogrom e omicidi rituali in Unione Sovietica, Roma, Castelvecchi, 2021, ISBN 9788832829938.
- (EN) Elissa Bemporad, Becoming Soviet Jews: The Bolshevik Experiment in Minsk, collana The Modern Jewish Experience Series, Bloomington, Indiana University Press, 2013, ISBN 978-0-253-00813-8.
- (EN) Elissa Bemporad, Revolution, Civil War, and New Ways of Life, NYU Press, 2025, ISBN 978-1479837540.

### Curatele
- Women and Genocide: Survivors, Victims, Perpetrators, Indiana University Press, 10 aprile 2018, DOI:10.2307/j.ctvgd2jm, ISBN 978-0-253-03383-3. URL consultato il 12 agosto 2025.
- (EN) Avrutin, Eugene M. e Elissa Bemporad (a cura di), Pogroms: A Documentary History, Oxford University Press, 2021, ISBN 978-0190060084.